# 동인지문사육-권1~6
동인지문사육 권1∼6(東人之文四六 卷一~六)은 서울특별시 성북구, 고려대학교 중앙도서관에 있는 고려시대의 목판본 책이다. 1981년 3월 18일 대한민국의 보물 제710-2호로 지정되었다.

## 개요
동인지문사육(東人之文四六)은 고려시대 문인이었던 최해(崔瀣,1287∼1340)가 편집한 책이다.
그의 문집인 『졸고천백(拙藁千百)』에는 「동인문서(序)」와 「동인사륙서(序)」가 있다. 「동인문서」에 의하면 그는 우리나라 시문을 선집하여 시를「오칠」, 문을「천백」, 병려를「사륙」이라고 이름을 붙였다. 「동인사륙서」에는 「사륙」에 대해 따로 체례(體例) 문제를 서술하였다. 그러나 현재 전하는 『동인지문』에는 「오칠」, 「천백」은 거의 보이지 않고, 「사륙」만이 남아있다. 
이 책은 신라와 고려시대의 문장을 모은 것으로, 권 1∼6의 총 6권 2책이다. 이 밖에 고려 김태현의 『동국지감(東國之監)』이 있었으나 현재 전해지지 않는다. 이 책 권 5의 마지막 간행물에 나타난 고려시대 역대 왕의 휘호인 건(健), 무(武), 운(運), 요(堯), 치(治) 등의 글자는 획을 빠뜨리거나 대신 다른 글자를 쓰고 있는데 이는 고려본의 공통된 특징이다. 권 1은 서문과 목차, 제1∼2장의 오른쪽 위 끝 일부가 훼손된 상태이다. 
이 판본은 고려 공민왕 4년(1355)에 목판에 새겼으나 찍어낸 시기는 조선 전기인 것으로 보인다.

## 같이 보기
- 동인지문사육
- 최해

## 참고 자료
- 동인지문사육-권1~6 - 국가유산청 국가유산포털